# گودوو (استان سیلسیان)
گودوو (به لاتین: Godów) یک روستا در لهستان است که در گمینا گودوو واقع شده‌است. گودوو ۱۱٫۵۶ کیلومتر مربع مساحت و ۳٬۲۸۰ نفر جمعیت دارد.